# Glandirana rugosa
Glandirana rugosa es una especie de anfibio anuro de la familia Ranidae.

## Distribución geográfica
Esta especie fue originalmente endémica de Japón. Se encuentra en Honshū, Shikoku y Kyūshū. 
Fue introducido a finales del siglo XIX en Hawái para controlar la expansión de los insectos introducidos.

## Taxonomía
Se han identificado cuatro líneas genéticas que pueden corresponder a especies.

## Publicación original
- Temminck & Schlegel, 1838 : Fauna Japonica sive Descriptio animalium, quae in itinere per Japonianum, jussu et auspiciis superiorum, qui summum in India Batava Imperium tenent, suscepto, annis 1823-1830 colleget, notis observationibus et adumbrationibus illustratis, vol. 3 (Chelonia, Ophidia, Sauria, Batrachia). Leiden: J. G. Lalau.[6]